# Reign in Blood
Reign in Blood er det tredje studiealbum af thrash metalbandet Slayer, udgivet 7. oktober 1986. Albummet var bandets første med musikproducer Rick Rubin, hvilket resulterede i kortere, hurtigere sangstrukturer med en klarere produktion. Albummet er blevet hyldet af anmeldere som "det tungeste album nogensinde" og et gennembrud indenfor thrash metal.
Reign in Blood's oprindelige udgivelse blev forsinket på grund af betænkeligheder omkring billedematerialet og de tekstmæssige temaer. Det første nummer, "Angel of Death", en hentydning til Josef Mengele, gik i detaljer omkring handlinger udført i Auschwitz , hvilket gjorde at bandet blev beskyldt for nazisme. Bandet har dog flere gange tilkendegjort at de ikke støtter nazisme, men blot er interesserede i emnet. Albummet blev Slayers første til at komme ind på Billboard 200, hvor den på sit højeste var nr. 94 og solgte til guld i 1992.

## Skift i pladeselskab
Slayers producer og manager Brian Slagel indså at bandet måtte "slå igennem" med deres næste album. Slagel kontaktede flere pladeselskaber, deriblandt Rick Rubin og Russell Simmons fra Def Jam Records, selvom han var betænkelig ved at skrive kontrakt med et rap-selskab. Trommeslager Dave Lombardo hørte om Rubins interesse for bandet og kontaktede ham, mens de andre bandmedlemmer var bange for at forlade Metal Blade Records som de allerede havde kontrakt med. Lombardo kontaktede Columbia Records – Def Jams distributør – og kom i kontakt med Rubin, som gik med til at komme med fotografen Glen E. Friedman og se bandet spille. Friedman producerede Suicidal Tendencies's album Suicidal Tendencies hver Araya også kort medvirker.
Guitarist Jeff Hanneman blev overrasket over Rubins interesse i bandet, og beundrede hans arbejde med Run DMC og LL Cool J. Da Slagel rejste til Europa til en musikkonvention, talte Rubin direkte til bandet og overtalte dem til at skrive kontrakt med Def Jam. Da bandet havde skrevet kontrakt tog Friedman dem til Seattle på en to-dages-tur hvor der blev taget billeder til PR, mulige plader og til en turnébog – da Rubin ikke mente at der fandtes nogle gode billeder af bandet.

## Indspilning
Albummet var Rubins første indenfor metalgenren, og han gav bandet en drastisk makeover som resulterede i kortere, hurtigere sange med en klarere produktion. Guitarist Kerry King har udtalt "Rubin rengjorde virkelig vores lyd på den plade, hvilket drastisk ændrede hvordan vi lød og hvordan folk opfattede os. Det var som, “Wow—man kan høre alt, og de fyre spiller ikke bare hurtigt; de toner rammer præcist."
Hanneman har udtalt at bandet lyttede til Metallica og Megadeth, men blev hurtigt trætte af deres guitar riffs. "Hvis vi spiller et vers to eller tre gange, keder det os allerede. Så vi forsøgte ikke at gøre sangene kortere—det var bare sådan vi spillede." King har udtalt at en time lange plader lader til at være trenden; “Du kunne droppe delle del; du kunne skære denne sang fuldstændig, og lave en meget mere intens plade, hvilket er hvad det handler om for os." Da de havde færdiggjort albummet og mødtes med Rubin som spurgte “Er I klar over hvor kort det her er?” kiggede bandets fire medlemmer på hinanden og svarede “So what?” Hele albummet var på den ene side af et kassettebånd; King har sagt at det var "fikst", for "Du kunne lytte til den, vende den, og spille den igen." Musikken er stødende og hurtigere end de tidligere udgivelser, hvilket hjalp med at lukke "hullet" mellem thrash metal og dens forgænger hardcore punk.

## Modtagelse
Selvom albummet næsten ikke blev spillet i radioen, blev det bandets første, som kom ind på Billboard 200, hvor det nåede nummer 94. Albummet nåede nummer 47 på UK Album Chart. Det blev certificeret til guld i USA 11. november 1992, sammen med bandets efterfølgende udgivelse South of Heaven fra 1988.
Albummet modtog overvældende mange positive anmeldelser; Kerrang! beskrev det som det "tungeste album nogensinde", Metal Hammer kaldte det "det bedste metalalbum i de seneste 20 år", og Q magazine havde Reign in Blood blandt de "50 Tungeste Album Nogensinde".
King har en påstand om grunden til, at Reign in Blood blev så populær; "sandheden er at hvis man udgav Reign in Blood i dag, ville alle være skideligeglade. Det var timing; det var en forandring i lyden. I thrash metal dengang havde ingen nogensinde hørt en god produktion på en plade som den. Det var bare en masse ting, som faldt på plads."

## Betydning
Albummet betragtes af anmeldere som et af de mest indflydelsesrige og ekstreme thrash metal album nogensinde. MTV skriver "Deres nedstemte rytmer, smittende guitar-licks, grafisk voldelige tekster og gruopvækkende illustrationer satte standarden for mange thrash bands på vej frem, og Slayers musik var direkte skyld i fremgangen af dødsmetal." Albummet blev nr. 7 på IGN's "Top 25 indflydelsesrige Metal Album". Siden bandets udgivelse Divine Intervention fra 1994 er bandet blevet spurgt i interviews; “Hvordan føles det konstant at forsøge at overgå Reign in Blood? Hvordan føles det at have lavet det bedste thrash metal album nogensinde?" King understreger at bandet ikke forsøger at overgå det, og bare gerne vil lave noget musik. Don Kaye fra Blabbermouth sammenlignede albummet med deres Christ Illusion fra 2006; "Slayer vil muligvis aldrig komme til at lave et album så oprørsk som Reign in Blood igen" .
Den tidligere Sepultura trommeslager Igor Cavalera blev påvirket af albummet, Ektomorf sanger Zoltán Farkas nævner også albummet som en af sine største inspiratorer indenfor musikken. Albummet blev det første som Jari fra dødsmetalbandet The Scourger havde lyttet til, hvilket udsatte ham for en helt ny genre og påvirkede bandets stil. Paul Mazurkiewicz fra Cannibal Corpse har udtalt at albummets trommespil hjalp ham med at spille hurtigere igennem hele sin karriere.
Guitarist Jeff Hanneman har nævnt at albummet er hans personlige favorit Araya siger at Slayers album Christ Illusion fra 2006 "kommer tæt på, men efter min mening kan intet overgå Reign in Blood hvad angår intensitet og virkning. Ingen havde hørt noget som det nogensinde før. I de 20 år der er gået siden da er folk blevet mindre følsomme. Hvad der var "over the top" dengang er det måske ikke i dag.”

## Lombardo forlader Slayer
Bandet begyndte sin Reign in Pain turné, med Overkill i USA, og Malice i Europa. Bandet blev også tilføjet som åbningsband til W.A.S.P.'s turné i USA i 1987. Efter en måneds turné forlod trommeslager Lombardo bandet; "Jeg tjente ikke nogle penge. Jeg fandt ud af at hvis vi skulle gøre det her professionelt, på et stort pladeselskab, vil jeg have min husleje og mine andel betalt." Slayer hyrede i stedet Whiplash-trommeslageren Tony Scaglione.
Rubin ringede dagligt til Lombardo og plagede ham om vende tilbage. Rubin tilbød Lombardo en højere løn, men Lombardo var stadig usikker på at vende tilbage. På dette tidspunkt havde Lombardo været ude af bandet i flere måneder. Lombardos kone overbeviste ham om at vende tilbage i 1987, Rubin kom til hans bopæl i sin Porsche og kørte ham til resten af Slayer.

## Livekoncerter
Numrene "Angel of Death" og "Raining Blood" er på det nærmeste blevet traditioner ved Slayers koncerter, og de bliver spillet ved hvert show; disse to er også Hannemans yndlingsnumre at spille live. Bandet spillede albummet i fuld længde i efteråret 2004 med den oprindelige trommeslager Lombardo, under tourbanneret "Still Reigning". I 2004 udgav bandet en live-dvd med samme navn, med en afslutning hvor bandet blev dækket af falsk blod mens de spillede "Raining Blood".
Bandet har udtalt at de nød at spille albummet i fuld længde, Hanneman siger; "Vi nyder stadig at spille disse sange live. Vi spiller disse sange igen og igen, men de er gode sange, intense sange! Hvis det var melodiske sange eller en-eller-anden form for kedelige 'klap i hænderne' sang, ville du blive gak af at spille dem hver nat. Men vores sange er bare BAM-BAM-BAM-BAM, de er intense." Bandet var dog kun på scenen i 70 minutter, hvilket gjorde at de kun kunne spille syv eller otte yderligere sange efter at have spillet hele albummet. King har sagt at dette arrangement "stødte for mange folk fra dem".

## Polemik
Def Jams' distributør, Columbia Records, nægtede at udgive albummet på grund af dets kontroversielle teksttemaer og coverillustration. Det endte i stedet med at blive distribueret af Geffen Records 7. oktober, men på grund af polemikken kunne man ikke se albummet på Geffen Records' liste over udgivelser.

### Coverillustrationer
Illustrationerne på coveret var designede af Larry Carroll, som på det tidspunkt lavede politisk illustrationer til The Progressive, The Village Voice og New York Times. Coveret blev nævnt i "Top ti heavy metal album covers nogensinde" i Blender magazine ii 2006.

### Tekster
Araya har udtalt, at albummet markerede Slayers udvikling. Bandet besluttede sig for at droppe det sataniske tema fra deres tidligere album Hell Awaits og fokusere på et mere socialt niveau. Blandt albummets tekstmæssige temaer er død, sindssyge og mordere. Albummets første nummer "Angel of Death" handler om de menneskeforsøg der blev udført i koncentrationslejren Auschwitz af den nazistiske doktor Josef Mengele, som fangerne døbte "the Angel of death" ("Dødens engel"). Sangen førte til at bandet hele deres karriere igennem er blevet beskyldt for at sympatisere med nazister.
Hannemans inspiration til at skrive teksterne kom fra, at han havde læst flere bøger om Mengele, mens Slayer turnerede. Hanneman har sagt, at folk ofte misforstår teksten, og "intet jeg lagde i teksten som nødvendigvis siger, at han var en ond mand, for for mig at se – ja, er det ikke åbenlyst? Det burde jeg ikke behøve at fortælle dig." Bandet brugte polemikken til at få en hel del medieomtale, og brugte senere nazitemaet igen ved at ændre deres logo til et som ligner den nazistiske ørn på toppen af svastikaet og skrive en sang, "SS-3", om Reinhard Heydrich, næstkommanderende i Schutzstaffel.

## Brug i medierne

### Coverversioner
I 2001 havde Tori Amos en coverversion af "Raining Blood" på sit album Strange Little Girls. King har sagt at coverversionen var underlig; "Det tog mig halvandet minut at finde et sted i sangen hvor jeg vidste hvor hun var. Det er så underligt. Hvis hun ikke havde fortalt os det, ville vi aldrig have fundet ud af det. Du kunne have spillet den for os og ville bare have været helt "Hvad er det?" Omkring halvandet minut inde i sangen hørte jeg en linje og var helt "Jeg ved hvor hun er!" Malevolent Creation, Chimaira og Erik Hinds har også lavet coverversioner af sangen – sidstnævnte lavede cover af hele albummet på en H'arpeggione.

### Andet
"Raining Blood" var med på Grand Theft Auto: Vice City's radiostation V-Rock. Spillet havde i øvrigt også sange af de tre andre "store" thrash metalbands, såsom Megadeth's "Peace Sells" og Anthrax's "Madhouse".
Samgem var også med i den 127. South Park episode Die Hippie, Die. I episoden er South Park blevet løbet over ende af hippier. Eric Cartman kæmper sig igennem en hippiekoncert og skifter musik til "Raining Blood", hvilket får hippierne til at løbe væk udbrydende "Hippier kan ikke klare dødsmetal". King syntes episoden var sjov."
Sangen "Angel of Death" har medvirket i flere film, deriblandt Gremlins 2 da gremlinen Mohawk forvandles til en edderkop. Jackass: The Movie under et bilstunt, og i dokumentaren Soundtrack to War fra 2005 omhandlende Irakkrigen.

## Spor
1. "Angel of Death" (Hanneman) – 4:51
2. "Piece by Piece" (King) – 2:02
3. "Necrophobic" (Hanneman/King) – 1:40
4. "Altar of Sacrifice" (Tekst: King; Musik: Hanneman) – 2:50
5. "Jesus Saves" (Tekst: King; Musik: Hanneman/King) – 2:54
6. "Criminally Insane" (Hanneman/King) – 2:23
7. "Reborn" (Tekst: King; Musik: Hanneman) – 2:11
8. "Epidemic" (Tekst: King; Musik: Hanneman/King) – 2:23
9. "Postmortem" (Hanneman) – 3:27
10. "Raining Blood" (Tekst: Hanneman/King; Musik: Hanneman) – 4:17
11. "Aggressive Perfector" (King/Hanneman) 1998 genudgivelses-bonusnummer – 2:30[37]
12. "Criminally Insane (Remix)" (Hanneman/King) 1998 genudgivelses-bonusnummer – 3:17

## Fodnoter
1. 1 2  Hess, Mike (2003-07-23). "Kerry King: Maniac. Guitar Legend. Botanist?". Nighttimes.com. Arkiveret fra originalen 11. juli 2011. Hentet 2007-01-05.
2. ↑  Cummins , Johnson. "Slayers Tom Araya on Satanism, serial killers and his lovable kids". MontrealMirror.com. Arkiveret fra originalen 24. maj 2012. Hentet 2006-12-02.
3. 1 2 3 4 5 6 7 8 9 10 11 12 13 14 15 16 17  "An exclusive oral history of Slayer". Decibel Magazine. 2006-8. Arkiveret fra originalen 13. august 2006. Hentet 2007-01-03. {{cite web}}: Tjek datoværdier i: |date= (hjælp)
4. 1 2 3  Huey, Steve. "Reign In Blood - Slayer". Allmusicguide.com. Hentet 2007-01-05.
5. 1 2  "Slayer's 1985-1986 discography". Rockdetector.com. Hentet 2007-01-01.
6. ↑  "RIAA - Artist Slayer". RIAA.com. Hentet 2007-02-14.
7. ↑  "Lostprophets scoop rock honours". BBC News. 2006-08-25. Hentet 2007-01-10.
8. ↑  "Golden Gods Awards Winners". Metal Hammer. 2006-06-13. Hentet 2007-01-10.
9. ↑  "Q 50 Heaviest Albums of All Time". Q Magazine. juli 2006. Arkiveret fra originalen 19. oktober 2018. Hentet 2007-01-10.
10. ↑  "Kerrang! interview with Kerry King about God Hates Us All album". Slayersaves. Arkiveret fra originalen 18. oktober 2006. Hentet 2007-02-20.
11. ↑  "Why They Rule - #6 Slayer". MTV. Arkiveret fra originalen 18. juli 2006. Hentet 2006-01-18.
12. ↑  D. Spense, T. Ed (2007-01-19). "IGN Top 25 Metal Albums". IGN.com. Arkiveret fra originalen 28. januar 2011. Hentet 2007-01-26.
13. ↑  Kaye, Don. "SLAYER Christ Illusion (American)". Blabbermouth.net. Arkiveret fra originalen 29. marts 2012. Hentet 2007-02-20.
14. ↑  "Death-Rapper NECRO To Make European Live Debut In London". Blabbermouth.net. 2006-11-27. Arkiveret fra originalen 16. september 2007. Hentet 2006-01-18.
15. ↑  Yiannis, D (2006-11-12). "Interview with Zoltan Farkas of Ektomorf". Metal-Temple. Arkiveret fra originalen 18. november 2006. Hentet 2007-02-18.
16. ↑  Lahtinen, Luxi (2003-03-21). "The Finnish Speed - and Thrash Metal Special - Part 2". Metal-rules.com. Arkiveret fra originalen 30. september 2007. Hentet 2007-02-09.
17. ↑  David L. Wilson (1999-12-13). "Interview With Paul Mazurkiewicz of Cannibal Corpse". metal-rules.com. Hentet 2007-02-09.
18. 1 2 3  Steffens, Charlie (2006-05-30). "Interview with Slayer Guitarist Jeff Hanneman". Knac.com. Hentet 2007-01-05.
19. ↑  "It's carry on thrashing". Thesun.co.uk. Hentet 2006-01-24.{{cite web}}:  CS1-vedligeholdelse: url-status (link)
20. ↑  Sharpe-Young, Garry. "Rockdetector Biography - Years 85 to 86". Rockdetector.com. Hentet 2006-12-08.
21. ↑  Davis, Brian (2004-7). "Knac.com interview with Jeff Hanneman". Knac.com. Hentet 2006-12-13. {{cite web}}: Tjek datoværdier i: |date= (hjælp)
22. ↑  Patrizio, Andy (2005-01-11). "Slayer: Still Reigning The landmark metal album performed in its entirety". IGN. Arkiveret fra originalen 13. juli 2011. Hentet 2007-02-05.
23. ↑  Lahtinen, Luxi (2006-12-18). "SLAYER - Jeff Hanneman". Metal-Rules.com. Arkiveret fra originalen 27. september 2007. Hentet 2007-02-27.
24. ↑  Lahtinen, Luxi (2004-04-11). "Kerry King of SLAYER". Metal-Rules.com. Arkiveret fra originalen 28. januar 2011. Hentet 2007-02-20.
25. ↑  Popoff, Martin , Dunn, Sam and McFadyen, Scot (2006-6). "The Top Ten Greatest Heavy Metal Album Covers of All Time". Blender magazine. Hentet 2007-01-09. {{cite web}}: Tjek datoværdier i: |date= (hjælp)CS1-vedligeholdelse: Flere navne: authors list (link)
26. ↑  Gargano, Paul (2007-1). "Slayer - Tom Araya - January 2007". Maximum Ink Music Magazine. Arkiveret fra originalen 27. september 2007. Hentet 2007-01-24. {{cite web}}: Tjek datoværdier i: |date= (hjælp)
27. ↑  "moreorless : heroes & killers of the 20th century - Josef Mengele". Moreorless.com. 2001-04-30. Arkiveret fra originalen 5. december 2006. Hentet 2007-01-05.
28. ↑  "Master of Death - Heydrich". Auschwitz.dk. Hentet 2007-01-26.
29. ↑  Barker, Samuel (2002-02-09). "A Conversation With Kerry King". Rockzone.com. Arkiveret fra originalen 6. august 2018. Hentet 2007-02-09.
30. ↑  "Reign in Blood - album reviews". Artistdirect.com. Hentet 2006-01-25. (Webside ikke længere tilgængelig)
31. 1 2  "Vice City Radio - V Rock". Vicecityradio.com. Arkiveret fra originalen 5. december 2006. Hentet 2007-02-09.
32. ↑  "Die Hippie, Die". Southparkstudios.com. Arkiveret fra originalen 29. september 2007. Hentet 2007-02-13.
33. ↑  Atkinson, Peter (2006-04-24). "Songs about God and Satan – Part 1: An Interview with Slayer's Kerry King". KNAC.com. Hentet 2007-02-09.
34. ↑  "Gremlins 2: The New Batch (1990)". Joblo.com. Arkiveret fra originalen 23. september 2011. Hentet 2007-02-18.
35. ↑  "JACKASS CD". Cdunivserse.com. Hentet 2007-02-18.
36. ↑  "Soundtrack to war". Soundtracktowar.com. Arkiveret fra originalen 18. juni 2013. Hentet 2007-02-18.
37. ↑  "Aggressive Perfector" var kortere og med en klarere produktion en den tidligere version som var med på genudgivelsen af Haunting the Chapel – www.metal-archives.com